# Funcionários (Belo Horizonte)
Funcionários é um bairro da Zona Sul de Belo Horizonte. Localizado na Seção Urbana do plano do engenheiro Aarão Reis para a cidade, como o próprio nome sugere, foi reservado para as residências dos funcionários públicos que viriam trabalhar na nova capital.
De acordo com o Instituto Brasileiro de Geografia e Estatística, havia no bairro 3.409 domicílios particulares permanentes no ano de 2010.
O bairro abriga locais de importância para Belo Horizonte, a Escola Estadual Barão do Rio Branco, o Instituto de Educação de Minas Gerais (IEMG), a Feira Tom Jobim, a sede do jornal Estado de Minas e o Colégio Arnaldo.